# Яровщина (Алёховщинское сельское поселение)
Яровщина — деревня в Алёховщинском сельском поселении Лодейнопольского района Ленинградской области.

## История
Деревня Яровщина упоминается на карте Санкт-Петербургской губернии Ф. Ф. Шуберта 1834 года, при ней обозначена мыза Саблина и водяная мельница.

СТЕХНОВЩИНА — усадище принадлежит надворному советнику Саблину, число жителей по ревизии: 22 м. п., 20 ж. п. (1838 год)

ЯРОВЩИНА — деревня штабс-капитана Льва Саблина, по просёлочной дороге, число дворов — 7, число душ — 26 м. п. (1856 год)

ЯРОВЩИНА (СТЕКЛОВЩИНА) — деревня владельческая при колодце, число дворов — 5, число жителей: 26 м. п., 28 ж. п. (1862 год)

В 1881 году временнообязанные крестьяне деревни выкупили свои земельные наделы у С. Ф. Даульберг и стали собственниками земли.
Согласно материалам по статистике народного хозяйства Новоладожского уезда 1891 года, одно из имений при селении Яровщина принадлежало крестьянке Олонецкой губернии А. Ф. Богдановой, второе, площадью 73 десятины принадлежало дворянину К. В. Матушкину, третье — дворянину Л. В. Матушкину, четвёртое имение площадью 65 десятин принадлежало дворянину Н. В. Матушкину, все имения были приобретены до 1868 года. Пятое имение площадью 73 десятины принадлежало купцу К. В. Якимовскому, имение было приобретено в 1884 году за 160 рублей.
В конце XIX — начале XX века деревня административно относилась к Суббочинской волости 3-го стана Новоладожского уезда Санкт-Петербургской губернии.
По данным «Памятной книжки Санкт-Петербургской губернии» за 1905 год деревня Яровщина входила в Яровское сельское общество.
С 1917 по 1922 год деревня входила в состав Яровщинского сельсовета Суббочинской волости Новоладожского уезда.
С 1922 года в составе Лодейнопольского уезда.
С февраля 1927 года в составе Шапшинской волости. С августа 1927 года в составе Оятского района. В 1927 году население деревни составляло 188 человек.
Согласно карте Ленинградской области Северо-западного аэрогеодезического треста ГГУ издания 1932 года деревня насчитывала 17 крестьянских дворов. В деревне находилось почтовое отделение.
По данным 1933 года деревня Яровщина являлась административным центром Яровщинского сельсовета Оятского района, в который входили 4 населённых пункта, деревни:  Кургино, Лопотово, Чуницы, Яровщина, общей численностью населения 584 человека.
По данным 1936 года в состав Яровщинского сельсовета входили 4 населённых пункта, 94 хозяйства и 4 колхоза.

Деревня Яровщина на карте РККА 1940 года

С 1955 года в составе Лодейнопольского района.
В 1961 году население деревни составляло 163 человека.
По данным 1966, 1973 и 1990 годов деревня Яровщина также входила в состав Яровщинского сельсовета.
В 1997 году в деревне Яровщина Яровщинской волости проживали 559 человек, в 2002 году — 460 человек (русские — 91 %).
В 2007 году в деревне Яровщина Алёховщинского СП проживали 508 человек, в 2010 году — 448, в 2014 году — 491 человек.

## География
Деревня расположена в западной части района на автодороге 41К-016 (Станция Оять — Плотично).
Расстояние до административного центра поселения — 23 км. Расстояние до районного центра — 72 км.
Расстояние до железнодорожной станции Лодейное Поле — 45 км.
Деревня находится на левом берегу реки Оять. На южной окраине деревни расположено озеро Углянское.

## Демография
| 1838 | 1862 | 1927 | 1961 | 1997 | 2007 | 2010 |
| ---- | ---- | ---- | ---- | ---- | ---- | ---- |
| 42   | ↗54  | ↗188 | ↘163 | ↗559 | ↘508 | ↘448 |
| 2014 | 2015 | 2016 | 2017 |      |      |      |
| ↗491 | ↘483 | ↗486 | ↘475 |      |      |      |

### Национальный состав
Согласно данным Всероссийской переписи населения 2021 года в деревне проживали 364 человека, из них:
 русские — 348, вепсы — 3, другие национальности — 2 человека, остальные национальность не указали.

## Инфраструктура
На 1 января 2014 года в деревне было зарегистрировано: хозяйств — 181, частных жилых домов — 38
На 1 января 2015 года в деревне зарегистрировано: хозяйств — 178, жителей — 483.

## Достопримечательности
- Церковь Николая Чудотворца, 1999 года постройки, деревянная, действующая. В ноябре 2007 года на основе церкви свт. Николая Чудотворца был образован Никольский скит Введено-Оятского женского монастыря[30].

## Улицы
тер. Комплекс, Речная.